# Neotrirachodon
Neotrirachodon es un género extinto de sinápsido que vivió en Rusia durante el período Triásico Medio. Solo abarca a una especie, Neotrirachodon expectatus.
Es conocido a partir de una mandíbula fósil que consiste de un dentario izquierdo con los dientes postcaninos. Fue encontrado en la Formación Donguz en el óblast de Orenburgo de Rusia. El fósil en principio fue descrito como perteneciente al género Antecosuchus (bajo el nombre Antecosuchus ochevi), un traversodóntido.
Ha sido clasificado de manera tentativa como un triracodóntido gonfodonte pendiente de descubrimientos fósiles adicionales. Los gonfodontes (o tritilodontoideos) son cinodontes herbívoros. Si esto es correcto, este podría ser el primer triracodóntido descrito de Rusia.
Sin embargo, su clasificación continúa siendo incierta. Otros estudios lo han considerado como un gonfodonte incertae sedis, mientras que otros han propuesto que es más probable que se trate de un terocéfalo baúrido en vez de ser un triracodóntido.